# 구드룬 엔슬린
구드룬 엔슬린(독일어: Gudrun Ensslin, 1940년 8월 15일 ~ 1977년 10월 18일)은 독일의 테러리스트이다. 그녀는 안드레아스 바더, 호르스트 말러, 울리케 마인호프 등과 함께 독일 적군파를 결성했다. 그들의 5번의 폭탄 테러에서 4명의 사망자가 생겼다. 구드룬 1972년에 체포되었고 슈탐하임의 감옥에서 1977년 10월 18일에 감방에서 목을 매 숨진 채 발견되었다. 법의학적 결론은 자살이었으나 이 죽음에 대해서는 현재까지 많은 논란이 있다.

## 같이 보기
- 독일의 가을